# Ozieri
Ozieri, (sardinska Othieri) är en stad och kommun i provinsen Sassari i norra Sardinien i Italien. Kommunen hade 10 575 invånare (2017).